# آنری بروکار
پیر رنه ژان بتیست آنری بروکار (فرانسوی: Pierre René Jean Baptiste Henri Brocard‎؛ ۱۲ مهٔ ۱۸۴۵ – ۱۶ ژانویهٔ ۱۹۲۲) هواشناس و ریاضی‌دان (به ویژه هندسه‌دان) فرانسوی بود.